# Unione Sportiva Centese 1947-1948
Questa voce raccoglie le informazioni riguardanti l'Unione Sportiva Centese nelle competizioni ufficiali della stagione 1947-1948.

## Rosa
| N. |                   | Ruolo | Calciatore         |
| -- | ----------------- | ----- | ------------------ |
|    | Italia (bandiera) | C     | Renzo Barbieri     |
|    | Italia (bandiera) | A     | Alberto Baruzzi    |
|    | Italia (bandiera) | P     | Giuseppe Bergamini |
|    | Italia (bandiera) | D     | Italo Bergonzoni   |
|    | Italia (bandiera) | A     | Sergio Bisotti     |
|    | Italia (bandiera) | A     | Francesco Boriani  |
|    | Italia (bandiera) | C     | Luigi Cavara       |
|    | Italia (bandiera) | A     | D. Cecati          |
|    | Italia (bandiera) | A     | Carlo Forghieri    |
|    | Italia (bandiera) | P     | Pierino Fuzzi      |

| N. |                   | Ruolo | Calciatore           |
| -- | ----------------- | ----- | -------------------- |
|    | Italia (bandiera) | D     | Alessandro Gamberini |
|    | Italia (bandiera) | A     | Ermes Ghelfi         |
|    | Italia (bandiera) | C     | Dino Lorenzini       |
|    | Italia (bandiera) | A     | Silvio Naldi         |
|    | Italia (bandiera) | A     | Emo Nardi (II)       |
|    | Italia (bandiera) | A     | Dante Nardi (I)      |
|    | Italia (bandiera) | D     | Arduino Natalini     |
|    | Italia (bandiera) | C     | Umberto Rimondi      |
|    | Italia (bandiera) | C     | Vittorio Tartarini   |
|    | Italia (bandiera) | C     | Nerio Tassinari      |

## Risultati

### Campionato

#### Girone di andata
| 5 dicembre 1947 1ª giornata | Centese | 1 – 2 | Parma |  |

| 21 settembre 1947 2ª giornata | Suzzara | 1 – 1 | Centese |  |

| 5 ottobre 1969 3ª giornata | Centese | 0 – 0 | Verona |  |

| 24 agosto 4ª giornata | Pistoiese | 2 – 2 | Centese |  |

| 12 ottobre 1947 5ª giornata | Reggiana | 5 – 2 | Centese |  |

| 19 ottobre 1947 6ª giornata | Centese | 0 – 3 | Padova |  |

| 26 ottobre 1947 7ª giornata | Treviso | 2 – 0 | Centese |  |

| 2 novembre 1947 8ª giornata | Mantova | 2 – 0 | Centese |  |

| 19 dicembre 1965 9ª giornata | Centese | 1 – 2 | Venezia |  |

| 23 novembre 1947 10ª giornata | Centese | 0 – 1 | Pro Gorizia |  |

| 30 novembre 1947 11ª giornata | Cremonese | 1 – 0 | Centese |  |

| 7 dicembre 1947 12ª giornata | Centese | 1 – 1 | Piacenza |  |

| 5 maggio 1946 13ª giornata | Centese | 0 – 0 | Udinese |  |

| 20 ottobre 1946 14ª giornata | Carrarese P. Binelli | 2 – 1 | Centese |  |

| 4 gennaio 1948 15ª giornata | Centese | 0 – 0 | Prato |  |

| 30 novembre 1975 16ª giornata | SPAL | 2 – 1 | Centese |  |

| 5 ottobre 1947 17ª giornata | Bolzano | 4 – 1 | Centese |  |

#### Girone di ritorno
| 15 febbraio 1948 18ª giornata | Parma | 2 – 0 | Centese |  |

| 22 febbraio 1948 19ª giornata | Centese | 2 – 1 | Suzzara |  |

| 29 febbraio 1948 20ª giornata | Verona | 5 – 0 | Centese |  |

| 7 marzo 1948 21ª giornata | Centese | 0 – 0 | Pistoiese |  |

| 14 marzo 1948 22ª giornata | Centese | 1 – 3 | Reggiana |  |

| 21 marzo 1948 23ª giornata | Padova | 2 – 1 | Centese |  |

| 28 marzo 1948 24ª giornata | Centese | 1 – 1 | Treviso |  |

| 11 aprile 1948 25ª giornata | Centese | 3 – 0 | Mantova |  |

| 17 aprile 1948 26ª giornata | Venezia | 0 – 2 | Centese |  |

| 25 aprile 1948 27ª giornata | Pro Gorizia | 5 – 1 | Centese |  |

| 2 maggio 1948 28ª giornata | Centese | 0 – 0 | Cremonese |  |

| 9 maggio 1948 29ª giornata | Piacenza | 1 – 1 | Centese |  |

| 23 maggio 1948 30ª giornata | Udinese | 2 – 1 | Centese |  |

| 30 maggio 1948 31ª giornata | Centese | 1 – 0 | Carrarese P. Binelli |  |

| 6 giugno 1948 32ª giornata | Prato | 3 – 2 | Centese |  |

| 13 giugno 1948 33ª giornata | Centese | 1 – 4 | SPAL |  |

| 20 giugno 1948 34ª giornata | Centese | 0 – 1 | Bolzano |  |

### Statistiche dei giocatori
| Giocatore      | Serie B  | Serie B | Totale   | Totale |
| Giocatore      | Presenze | Reti    | Presenze | Reti   |
| -------------- | -------- | ------- | -------- | ------ |
| R. Barbieri    | 17       | 3       | 17       | 3      |
| V. Baroni      | 0        | 0       | 0        | 0      |
| A. Baruzzi     | 26       | 6       | 26       | 6      |
| G. Bergamini   | 20       | -?      | 20       | -?     |
| I. Bergonzoni  | 32       | 0       | 32       | 0      |
| S. Bisotti     | 16       | 1       | 16       | 1      |
| F. Boriani     | 14       | 1       | 14       | 1      |
| L. Cavara      | 29       | 1       | 29       | 1      |
| C. Forghieri   | 26       | 3       | 26       | 3      |
| P. Fuzzi       | 14       | -?      | 14       | -?     |
| A. Gamberini   | 34       | 0       | 34       | 0      |
| E. Ghelfi      | 3        | 0       | 3        | 0      |
| D. Lorenzini   | 29       | 1       | 29       | 1      |
| E. Masi        | 0        | 0       | 0        | 0      |
| S. Naldi       | 26       | 6       | 26       | 6      |
| D. Nardi       | 26       | 6       | 26       | 6      |
| E. Nardi       | 21       | 1       | 21       | 1      |
| A. Natalini    | 3        | 0       | 3        | 0      |
| A. Parmeggiani | 0        | 0       | 0        | 0      |
| U. Rimondi     | 18       | 0       | 18       | 0      |
| V. Tartarini   | 5        | 0       | 5        | 0      |
| N. Tassinari   | 15       | 0       | 15       | 0      |